# Komló
Komló es una ciudad de Hungría.

## Historia
El antiguo pueblo de Komló se convirtió en un proyecto de ciudad minera durante la época socialista. Es el segundo mayor centro de la minería en Hungría después de Tatabánya. Tras el cierre de las minas de carbón en el decenio de 1990, la ciudad enfrenta una recesión masiva y todavía tiene una gran proporción de desempleo.

## Localización
Coordenadas: 46 ° 11'28 "N 18 ° 15'41" E / 46.19119, 18.26126 
Se encuentra en el condado de Baranya, Hungría ocupando una zona de 46,55 km ².

## Demografía
Su población (año 2008) es de 26.210 habitantes lo cual significa una densidad media de 578.02 habitantes por km² y su huso horario es el CET (UTC +1) y en verano el (DST) CEST (UTC+2)

## Ciudades hermanadas
- Beiuş
- Eragny-sur-Oise
- Neckartenzlingen
- Torrice
- Valpovo

- Datos: Q430207
- Multimedia: Komló / Q430207

1. ↑  Worldpostalcodes.org,código postal n.º 7300.